# Županija Värmland
Värmlands län  je švedska županija na zapadu Švedske. Županija je osnovana 1779. godine a glavni grad županije je Karlstad.

## Zemljopis
Värmlands län graniči sa županijama: Dalarnas län na sjeveru, Örebro län na istoku i Västra Götalands län na jugu, dok na zapadu graniči s norveškim županijama Hedmark fylke, Akershus fylke i Østfold fylke. U sastav županije ulaze švedske pokrajine Värmland, osim dva područja na jugoistoku pokrajine koji pripadaju Västra Götalands länu odnosno Örebro länu. Također dijelovi župa Rämmen (Dalarna), Sillerud i Svanskog (Dalsland) pripadaju županiji Värmland.
Površina županije je 17 583 km2, što je 4,3% ukupne površine Švedske. Županija ima 276 280 stanovnika (3,1% ukupnog broja stanovnika), dok je gustoća naseljenosti 15,7 stanovnika/km2.

### Priroda
Na površini od 15.521 hektara nalazi se 12 405 otoka, od kojih je samo 328 nastanjeno. Najviše otoka nalazi se u općinama Säffle (2 413), Torsby (1 517) i Kristinehamn (1 485). Županija je bogata šumama. 70% površine županije je prekriveno šumama, dok je samo 8% obradivo tlo.
5% površine županije, tj. 107 372 hektara, je pod zaštitom. U županiji se nalazi 85 prirodnih rezervata i 40 posebnih rezervata za zaštitu biljaka, rijetkih ptica i ostalih životinja. 

### Veća mjesta
- Karlstad (61.685) (broj stanovnika 2010)
- Kristinehamn (17.839)
- Arvika (14.244)
- Skoghall (13.265)
- Säffle (8.991)
- Kil (7.842)
- Forshaga (6.229)
- Filipstad (6.022)
- Skåre (5.725)
- Hagfors (5.402)[1]

## Povijest
Värmlands län osnovana je 1779. iz prijašnjih županija Närkes i Värmlands län. Grad Karlstad, kojeg je osnovao kralj Karlo IX. na otoku Tingvallaön  (tadašnjem mjestu održavanja skupštine) 1584., postao je glavnim gradom županije. Nekad je županija nosila ime Karlstads län, po nazivu glavnog grada županije.

## Administrativna podjela

### Općine
- Årjäng (9.793)
- Arvika (26.258)
- Eda(8.617)
- Filipstad (11.005)
- Forshaga (11.548)
- Grums (9.387)
- Hagfors (13.312)
- Hammarö (14.380)
- Karlstad (82.250)
- Kil (11.784)
- Kristinehamn (23.880)
- Munkfors (3.955)
- Storfors (4.533)
- Sunne (13.602)
- Säffle (16.089)
- Torsby (12.946)

(Broj stanovnika po popisu od 31. ožujka 2016.)

## Vanjske poveznice
- Informacije o Värmlands länu  Arhivirana inačica izvorne stranice od 14. studenoga 2010. (Wayback Machine)